# Depresiunea Comănești
Depresiunea Comănești este o unitate depresionară închisă din grupa centrală a Carpaților Orientali, singura de origine tectonică situată în zona munților flișului.

## Delimitare
Se află în bazinul văii Trotușului între Munții Berzunți la nord-est și Munții Ciucului și Munții Oituzului, la sud-vest. Se găsește la nord-vest de localitatea Târgu Ocna la sud de Moinești și la nord de pârâul Dofteana.